# تپه میشکلان ۲
تپه میشکلان ۲ در شهرستان پل‌دختر، بخش مرکزی، دهستان جایدر، روستای سراب جهانگیر واقع شده و این اثر در تاریخ ۱۸ شهریور ۱۳۸۷ با شمارهٔ ثبت ۲۳۲۴۳ به‌عنوان یکی از آثار ملی ایران به ثبت رسیده است.